# Aldehorno
Aldehorno ist eine Gemeinde (municipio) in der spanischen Provinz Segovia. Sie liegt im Süden der Autonomen Region Kastilien und León, an der Nordwestabdachung der Sierra de Guadarrama. Sie hat 59 Einwohnern (Stand: 2024). 

## Geographie
Aldehorno liegt etwa 50 Kilometer nordnordöstlich vom Stadtzentrum von Segovia in einer Höhe von ca. 955 m.
Aldehorno befindet sich innerhalb der Zone des kontinentalen mediterranen Klimas.

## Bevölkerungsentwicklung
| Jahr      | 1970 | 1981 | 1991 | 2001 | 2011 | 2021 |
| Einwohner | 240  | 129  | 98   | 71   | 58   | 52   |

## Sehenswürdigkeiten

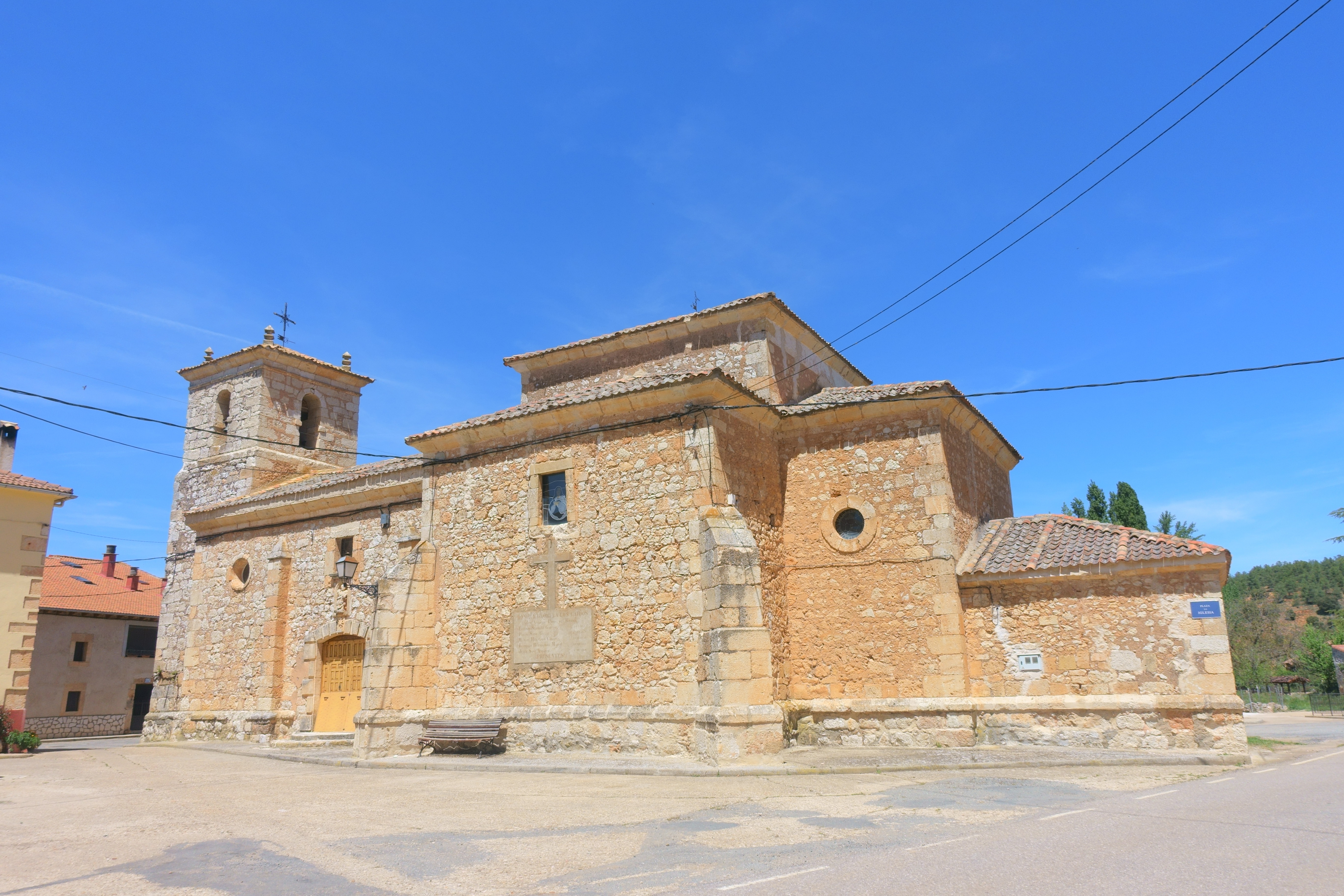
Petri-Ketten-Kirche

- Petri-Ketten-Kirche